# ريوتا ماتسوشيما
ريوتا ماتسوشيما (باليابانية: 松島 竜太) (12 نوفمبر 1980 في إيباراكي في اليابان – )؛ هو لاعب كرة قدم سابق كان يلعب كمدافع.

## وصلات خارجية
- ريوتا ماتسوشيما على موقع عالم كرة القدم.نت (الإنجليزية)